# Pijovci
Pijovci so naselje v Občini Šmarje pri Jelšah.